# حمود بن سعود بن عبد العزيز آل سعود
الأمير حمود بن سعود بن عبد العزيز آل سعود الأبن الثالث والثلاثين من أبناء الملك سعود بن عبد العزيز آل سعود، كان يشغل منصب رئيس الاتحاد السعودي للمبارزة ورئيس الاتحاد العربي للمبارزة.

## أسرته
متزوج من هيفاء بنت بندر بن خالد بن عبد العزيز آل سعود، وله من الأبناء:
- الأمير سعود بن حمود بن سعود بن عبد العزيز آل سعود.[3]

- الأميرة نوف بنت حمود بن سعود بن عبد العزيز آل سعود.